# Ainārs Kovals
Ainārs Kovals (ur. 21 listopada 1981 w Rydze) – łotewski lekkoatleta, specjalizujący się w rzucie oszczepem.
Jako junior nie odnosił sukcesów międzynarodowych, a w dużej imprezie zadebiutował w 2001 odpadając w eliminacjach mistrzostw Europy młodzieżowców. Dwa sezony później podczas kolejnej edycji czempionatu młodzieżowców był szósty. W 2005 wygrał uniwersjadę oraz zajął siódmą lokatę na mistrzostwach świata. Piąty zawodnik mistrzostw Europy z 2006. Po zdobyciu brązowego medalu na uniwersjadzie w 2007 nie awansował do finału podczas mistrzostw świata. W 2008 został w Pekinie wicemistrzem olimpijskim powtarzając tym samym sukces swojego rodaka Vadimsa Vasiļevskisa z poprzednich igrzysk. Podczas uniwersjady w 2009 zdobył drugi w karierze złoty medal tej imprezy, a kilka tygodni później zajął siódmą lokatę w mistrzostwach globu. Szósty zawodnik mistrzostw Europy z 2010. W 2012 nie awansował do finału mistrzostw Europy oraz igrzysk olimpijskich.
Medalista mistrzostw Łotwy i międzynarodowych mistrzostw Izraela. Reprezentant swojego kraju w pucharze Europy, zimowym pucharze w rzutach lekkoatletycznych oraz meczach międzypaństwowych.
Jego żoną jest oszczepniczka Sinta Ozoliņa.
Rekord życiowy: 86,64 (23 sierpnia 2008, Pekin).

## Osiągnięcia
| Rok  | Impreza                             | Miejsce       | Pozycja           | Wynik |
| ---- | ----------------------------------- | ------------- | ----------------- | ----- |
| 2001 | Młodzieżowe mistrzostwa Europy      | Amsterdam     | el. – 22. miejsce | 74,55 |
| 2003 | Młodzieżowe mistrzostwa Europy      | Bydgoszcz     | 6. miejsce        | 72,68 |
| 2004 | Zimowy puchar Europy w rzutach      | Marsa         | 2. miejsce        | 82,13 |
| 2005 | Mistrzostwa świata                  | Helsinki      | 7. miejsce        | 77,61 |
| 2005 | Uniwersjada                         | Izmir         | 1. miejsce        | 80,67 |
| 2006 | Zimowy puchar Europy w rzutach      | Tel Awiw-Jafa | 2. miejsce        | 78,64 |
| 2006 | Mistrzostwa Europy                  | Göteborg      | 5. miejsce        | 81,65 |
| 2006 | Światowy finał lekkoatletyczny IAAF | Stuttgart     | 5. miejsce        | 82,32 |
| 2007 | Zimowy puchar Europy w rzutach      | Jałta         | 2. miejsce        | 74,64 |
| 2007 | Mistrzostwa świata                  | Osaka         | el. – 14. miejsce | 79,42 |
| 2007 | Uniwersjada                         | Bangkok       | 3. miejsce        | 82,23 |
| 2008 | II liga pucharu Europy              | Tallinn       | 1. miejsce        | 80,24 |
| 2008 | Igrzyska olimpijskie                | Pekin         | 2. miejsce        | 86,64 |
| 2009 | Uniwersjada                         | Belgrad       | 1. miejsce        | 81,58 |
| 2009 | Mistrzostwa świata                  | Berlin        | 7. miejsce        | 81,54 |
| 2009 | Światowy finał lekkoatletyczny IAAF | Saloniki      | 7. miejsce        | 80,07 |
| 2010 | Mistrzostwa Europy                  | Barcelona     | 6. miejsce        | 81,19 |
| 2012 | Mistrzostwa Europy                  | Helsinki      | el. – 15. miejsce | 76,32 |
| 2012 | Igrzyska olimpijskie                | Londyn        | el. – 17. miejsce | 79,19 |
| 2014 | Mistrzostwa Europy                  | Zurych        | el. – 14. miejsce | 77,70 |

## Progresja wyników
| Rok  | Wynik | Data        | Miejsce           |
| ---- | ----- | ----------- | ----------------- |
| 2002 | 75,05 | 31 maja     | Ryga              |
| 2003 | 80,75 | 10 sierpnia | Kowno             |
| 2004 | 82,13 | 13 marca    | Marsa             |
| 2005 | 82,22 | 9 lipca     | Ryga              |
| 2006 | 85,95 | 7 sierpnia  | Göteborg          |
| 2007 | 82,23 | 11 sierpnia | Bangkok           |
| 2008 | 86,64 | 23 sierpnia | Pekin             |
| 2009 | 82,47 | 30 czerwca  | Villeneuve-d’Ascq |
| 2010 | 82,33 | 15 maja     | Halle             |
| 2011 | 78,39 | 2 czerwca   | Ryga              |
| 2012 | 83,89 | 14 czerwca  | Bauska            |
| 2013 | 80,71 | 2 lipca     | Viljandi          |
| 2014 | 81,75 | 1 sierpnia  | Ogre              |